# Heidi Stober

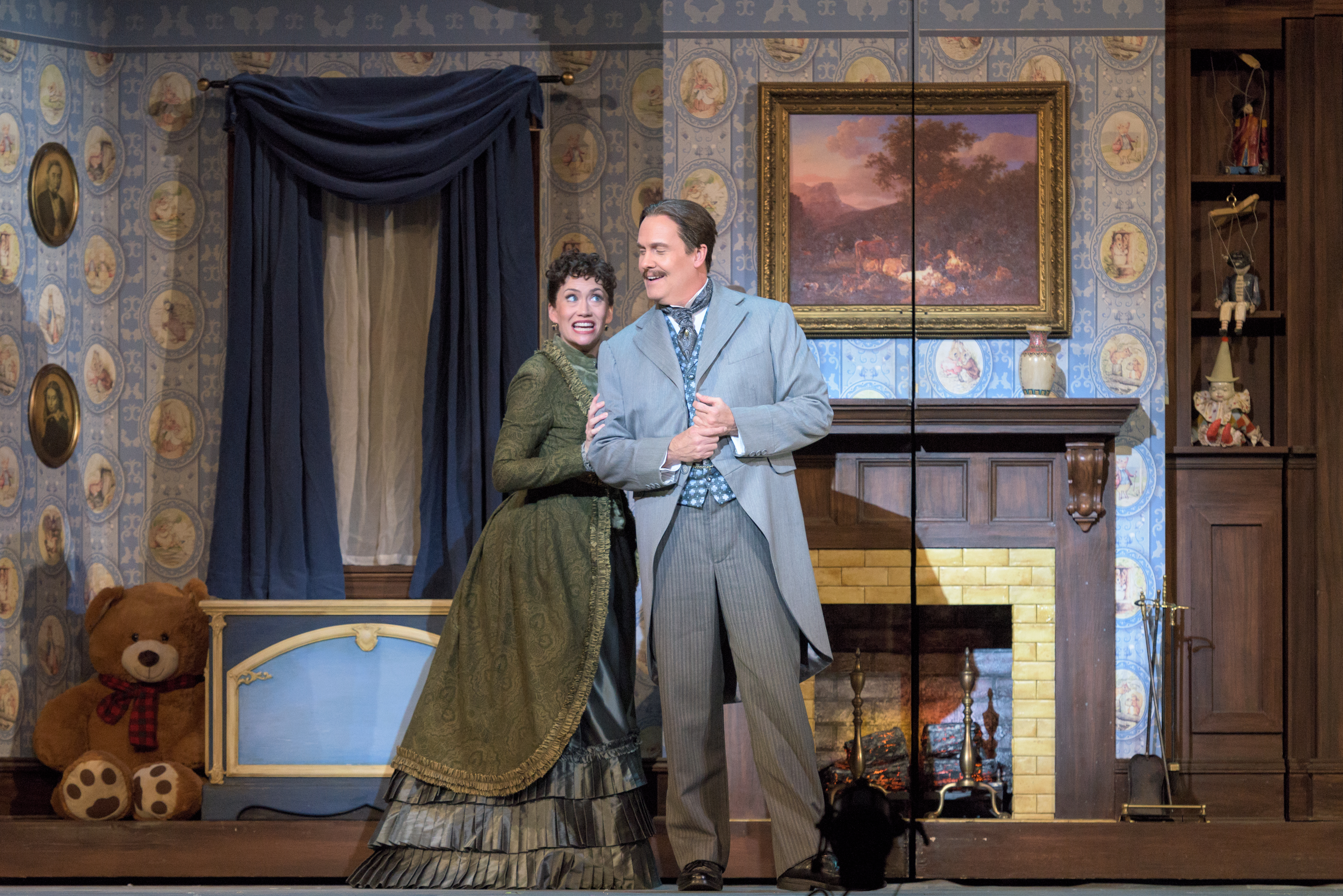
Heidi Stober (2015), zusammen mit Tenor William Burden

Heidi Stober ist eine amerikanische Sopranistin u. a. an der New York City Opera, Boston Lyric Opera, Opera Colorado und Santa Fe Opera, wo sie mit großem Erfolg beim Publikum und Kritik Rollen wie Pamina (Die Zauberflöte) und Poppea (L’incoronazione di Poppea) sang. 
Sie war auch Ensemblemitglied der Deutschen Oper Berlin, wo sie Partien wie Pamina, Nannetta (Falstaff), Gretel (Hänsel und Gretel) und Susanna (Figaros Hochzeit) zu hören war. 
In der Saison 2013/2014 kehrte sie zurück an die San Francisco Opera und die New Yorker Metropolitan Opera.